# Coulterville (California)
Para la villa en Illinois, véase: Coulterville.
Coulterville es un lugar designado por el censo ubicado en el condado de Mariposa en el estado estadounidense de California. En el año 2010 tenía una población de 201 habitantes.

## Geografía
Coultervillle se encuentra ubicado en las coordenadas 37°42′40″N 120°11′39″O / 37.71111, -120.19417.